# Kathryn Keeler
Kathryn Keeler   (Galveston, 3 de novembre de 1956), també coneguda com a Kathy Keeler, és una ex-remadora estatunidenca que va competir durant la dècada de 1980. Es casà amb el també remer Harry Parker.
Estudià a la Universitat Wesleyana, on es graduà el 1978. El 1984 va prendre part en els Jocs Olímpics de Los Angeles, on guanyà la medalla d'or en la prova del vuit amb timoner del programa de rem. En el seu palmarès també destaca una medalla de plata al Campionat del món de rem. Un cop retirada exercí d'entrenadora de l'equip nacional estatunidenc de rem.